# Eragrostis schultzii
Eragrostis schultzii är en gräsart som beskrevs av George Bentham. Eragrostis schultzii ingår i släktet kärleksgrässläktet, och familjen gräs. Inga underarter finns listade i Catalogue of Life.